# Caisse autonome de retraite des chirurgiens dentistes et des sages-femmes
 (octobre 2019).
 (octobre 2019).
Si vous disposez d'ouvrages ou d'articles de référence ou si vous connaissez des sites web de qualité traitant du thème abordé ici, merci de compléter l'article en donnant les références utiles à sa vérifiabilité et en les liant à la section « Notes et références ».
La Caisse autonome de retraite des chirurgiens dentistes et des sages-femmes (CARCDSF) est l’une des dix sections professionnelles de l’organisation autonome d’assurance vieillesse des professions libérales coordonnées par la Caisse nationale d’assurance vieillesse des professions libérales.
La CARCDSF est un organisme de Sécurité sociale de droit privé chargé d’une mission de service public.

## Historique
17 janvier 1948 : création de l’Organisation autonome d’assurance vieillesse des professions libérales. Loi no 48-101 du 17 janvier 1948 instituant une allocation de vieillesse pour les personnes non salariées ;
19 juillet 1948 : création de la CARCD et de la CARSAF par décret. Décret no 48-1179 du 19 juillet 1948 portant règlement d'administration publique relatif au régime provisoire de l'organisation autonome d'assurance vieillesse des professions libérales ;
1949 : institution du régime d’assurance vieillesse de base (AV) par décret. Décret no 49-456 du 30 mars 1949 portant règlement d'administration publique relatif au régime d'allocation vieillesse de travailleurs non-salariés des professions libérales ;
1950 : institution du régime d’assurance vieillesse complémentaire (RC) des chirurgiens dentistes par décret. Décret no 50-28 du 6 janvier 1950 relatif au régime d'assurance vieillesse complémentaire des chirurgiens-dentistes ;
1955 : après référendum, le régime d’assurance vieillesse complémentaire devient obligatoire pour les chirurgiens dentistes ;
1961 : institution d’un régime invalidité-décès (RID) pour les chirurgiens-dentistes par décret. Décret no 61-1488 du 28 décembre 1961 relatif au régime d'assurance invalidité-décès des chirurgiens-dentistes ;
1970 : institution d’un régime invalidité-décès (RID) pour les sages-femmes. Décret no 70-803 du 4 septembre 1970 relatif au régime d’assurance invalidité-décès des sages-femmes ;
1971 : institution du régime Allocations supplémentaires de Vieillesse (ASV) par décret. Décret no 71-544 du 2 juillet 1971 relatif aux avantages complémentaires de vieillesse ouverts aux praticiens et auxiliaires médicaux conventionnés ;
1978 : après référendum, le régime ASV devient obligatoire pour les chirurgiens-dentistes. Décret no 78-283 du 28 février 1978 rendant obligatoire le régime de prestations supplémentaires de vieillesse des chirurgiens-dentistes conventionnés ;
1984 : après référendum, le régime ASV devient obligatoire pour les sages-femmes. Décret no 84-254 du 5 avril 1984 rendant obligatoire le régime de prestations supplémentaires de vieillesse des sages-femmes conventionnées ;
2009 : la CARCD devient la CARCDSF après sa fusion avec la caisse des sages-femmes (CARSAF). Décret no 2008-1421 du 19 décembre 2008 relatif à la fusion de deux sections professionnelles de l'Organisation autonome d'assurance vieillesse des professions libérales ;
2009 : mise en place d’un régime complémentaire obligatoire pour les sages-femmes. Décret no 2008-1423 du 19 décembre 2008 fixant les modalités d'intégration des sages-femmes aux régimes relevant de la section professionnelle mentionnée au 4° de l'article R. 641-1 du code de la sécurité sociale.
Au 31 décembre 2019[réf. souhaitée] :
- 38 200 cotisants chirurgiens-dentistes et 7 000 sages-femmes ;
- 26 300 allocataires chirurgiens-dentistes et 1 800 sages-femmes ;
- le budget administratif représente 10 millions d’euros, 600 millions d’euros de cotisations appelées pour 550 millions d’euros de prestations versées.

Son fonctionnement est régi par les dispositions du code de la Sécurité sociale.
Ses activités sont placées sous la tutelle du ministère de la Santé, de la Cour des comptes et de l’Inspection générale des affaires sociales (IGAS).
Elle est le fruit du regroupement des caisses de retraite des chirurgiens-dentistes et des sages-femmes réalisés le 1ᵉʳ janvier 2009.

## Missions
Dotée de la personnalité juridique et de l’autonomie financière, la CARCDSF gère l’ensemble des régimes obligatoires de retraite et de prévoyance des chirurgiens-dentistes et sages-femmes libéraux.
Elle a pour mission d’appeler et de recouvrer les cotisations obligatoires afin d’assurer une couverture retraite et prévoyance pour ses affiliés et leurs proches.

## Régimes gérés
- Le régime d’assurance vieillesse de base des professions libérales : l’appel et le recouvrement des cotisations ainsi que la liquidation des prestations sont effectués pour le compte de la Caisse nationale.
- Le régime de retraite complémentaire[12].
- Le régime de retraite des praticiens conventionnés : PCV (prestations complémentaires vieillesse)[13].
- Le régime invalidité-décès[14].

## Gouvernance
La CARCDSF est administrée par un Conseil d’administration composé de 20 membres élus pour 6 ans et issus des professions de chirurgiens-dentistes et de sages-femmes.